# Bivange
Bivange (en luxemburguès: Béiweng; en alemany: Bivingen) és una vila de la comuna de Roeser del districte de Luxemburg al cantó d'Esch-sur-Alzette. Està a uns 7,5 km de distància de la Ciutat de Luxemburg.